# (2116) Mtskheta
(2116) Mtskheta (1976 UM; 1929 RM1; 1933 OM; 1949 KP; 1950 TC2; 1952 BN1; 1975 VB2; 1977 DE) ist ein Asteroid des mittleren Hauptgürtels, der am 24. Oktober 1976 von Richard Martin West am La-Silla-Observatorium entdeckt wurde.

## Benennung
Der Asteroid wurde nach Mzcheta, der Hauptstadt von Iberien, einem Vorgängerstaat des heutigen Georgien, benannt. Der Staat lag an den Flüssen Kura und Aragwi, die Gegend ist reich an architektonischen Schätzen.